# Bruno S.
Bruno S. (* 2. Juni 1932 als Bruno Schleinstein in Berlin-Friedrichshain; † 11. August 2010 in Berlin) war ein deutscher Straßenmusikant und Schauspieler. In Werner Herzogs Film Jeder für sich und Gott gegen alle erlangte er in der Hauptrolle als Kaspar Hauser eine große Bekanntheit. Seinen Nachnamen hielt S. – „der unbekannte Soldat des deutschen Films“, so Herzogs Diktum – geheim, um seine Anonymität zu wahren.

## Leben
Im Alter von drei Jahren kam der uneheliche Sohn einer Prostituierten erstmals in ein Heim und verbrachte die folgenden 23 Jahre in diversen Heimen und Besserungsanstalten. Mit acht, 1941, kam er in die Wittenauer Heilstätten (heute Karl-Bonhoeffer-Nervenklinik, Städtische Nervenklinik für Kinder und Jugendliche Wiesengrund), wo Ärzte mit Impfstoffen an vermeintlich geistesschwachen Kindern experimentierten. 1956 wurde Bruno als geheilt in die Gesellschaft entlassen. Bruno war zeit seines Lebens ein Außenseiter und galt als geistig zurückgeblieben, er verdiente sein Geld als ungelernter Arbeiter in Fabriken und als Straßenmusiker. Werner Herzog entdeckte ihn in Bruno, der Schwarze, einer Dokumentation über Berliner Außenseiter, und besetzte ihn 1974 in der Hauptrolle des Kaspar Hauser in seinem Film Jeder für sich und Gott gegen alle, wo Bruno S. durch seine sehr eigene Präsenz auf der Leinwand einen großen Eindruck hinterließ.
Später plante Herzog auch, S. die Hauptrolle in seiner Verfilmung des Woyzeck (veröffentlicht 1979) von Georg Büchner zu geben, entschied jedoch kurzfristig, dass Klaus Kinski die geeignetere Wahl für diese Rolle sei; als Wiedergutmachung für diese Umbesetzung schrieb Herzog in weniger als einer Woche den Film Stroszek, in dem Bruno die Titelrolle auf den Leib geschrieben war: An der Seite von Eva Mattes spielte er 1976 den Straßenmusiker Bruno Stroszek, der, aus dem Gefängnis entlassen, mit seinem neuen Leben nicht zurechtkommt und in die USA auswandert. Der Film erhielt national und international viel Anerkennung.
Im Jahr 2003 wurde Bruno S. – Die Fremde ist der Tod fertiggestellt. Dieser Dokumentarfilm von Miron Zownir beleuchtet Brunos bewegte Vergangenheit und seinen gegenwärtigen Existenzkampf. In dem Spielfilm Phantomanie (Deutschland, 2009, Regie: Miron Zownir, Musik: Alec Empire) kehrte Bruno S. an der Seite von Hans-Michael Rehberg, Geno Lechner, Natalia Avelon und Vivien Bullert nach langen Jahrzehnten der Vergessenheit wieder auf die Leinwand zurück. In der Rolle des Bruno reflektiert er eiskalte Einsamkeit und Verzweiflung inmitten einer absurden, menschenverachtenden Welt. Auch in dem Dokumentarfilm "arbeitsscheu-abnormal-asozial" – Zur Geschichte der Berliner Arbeitshäuser (Deutschland 2010, Regie: Andrea Behrendt) tritt Bruno S. als Straßenmusiker und Künstler im Rahmen von Gedenkveranstaltungen an die sog. "Asozialen" auf.
Der US-amerikanische Sänger/Songwriter Elliott Smith erwähnte Bruno S. in seinem Song „Color Bars“ (Album: Figure 8), dort heißt es: „Bruno S. is a man to me, you're just some dude with a stilted attitude that you learned from tv.“ Auch die Band Ratatat verweist auf Bruno S., indem er (durch ein Sample aus dem Film Stroszek) das Intro in ihrem Song Drugs spricht.
Bruno Schleinstein starb am 11. August 2010 im Alter von 78 Jahren in Berlin an Herzversagen. Sein Grab befindet sich auf dem Alten St.-Matthäus-Kirchhof in Berlin-Schöneberg.

## Filmografie
- 1970: Bruno der Schwarze, es blies ein Jäger wohl in sein Horn – Regie: Lutz Eisholz
- 1974: Jeder für sich und Gott gegen alle – Regie: Werner Herzog
- 1976: Stroszek – Regie: Werner Herzog
- 1977: Liebe das Leben, lebe das Lieben – Regie: Lutz Eisholz
- 2003: Bruno S. – Die Fremde ist der Tod – Regie: Miron Zownir
- 2009: Phantomanie – Regie: Miron Zownir
- 2010: "arbeitsscheu-abnormal-asozial" Zur Geschichte der Berliner Arbeitshäuser – Regie: Andrea Behrendt
- 2011: Avé – Regie: Konstantin Bojanov (Bulgarien)